# Virginia Holgate-Leng
Pour les articles homonymes, voir Holgate et Leng.
Virginia Helen Antoinette Holgate-Leng, née le 1er février 1955 à Malte, est une cavalière britannique de concours complet.

## Carrière
Virginia Leng participe à deux éditions des Jeux olympiques. Aux Jeux olympiques d'été de 1984 à Los Angeles, elle remporte la médaille d'argent de l'épreuve de concours complet par équipe et la médaille de bronze du concours complet individuel sur son cheval Priceless. Elle obtient les mêmes résultats Jeux olympiques d'été de 1988 à Séoul avec le cheval Master Craftsman.